# NGC 4618
NGC 4618 = IC 3667 = Arp 23 ist eine Balken-Spiralgalaxie vom Hubble-Typ SBm im Sternbild Jagdhunde am Nordsternhimmel. Sie ist schätzungsweise 26 Millionen Lichtjahre von der Milchstraße entfernt und hat einen Durchmesser von rund 30.000 Lichtjahren. Gemeinsam mit NGC 4625 bildet sie das interagierende Galaxienpaar Holm 438 oder KPG 349.
Im selben Himmelsareal befinden sich u. a. die Galaxien NGC 4655, IC 3713, IC 3723, IC 3726.
Halton Arp gliederte seinen Katalog ungewöhnlicher Galaxien nach rein morphologischen Kriterien in Gruppen. Diese Galaxie gehört zu der Klasse Einarmiger Spiralgalaxien (Arp-Katalog).
IC 3668 und IC 3669 beschreiben jeweils H-II-Regionen und große Sternassoziationen in dieser Galaxie, welcher der Astronom Max Wolf am 21. März 1903 entdeckte und diese einen Eintrag in den Index-Katalog erhielten.

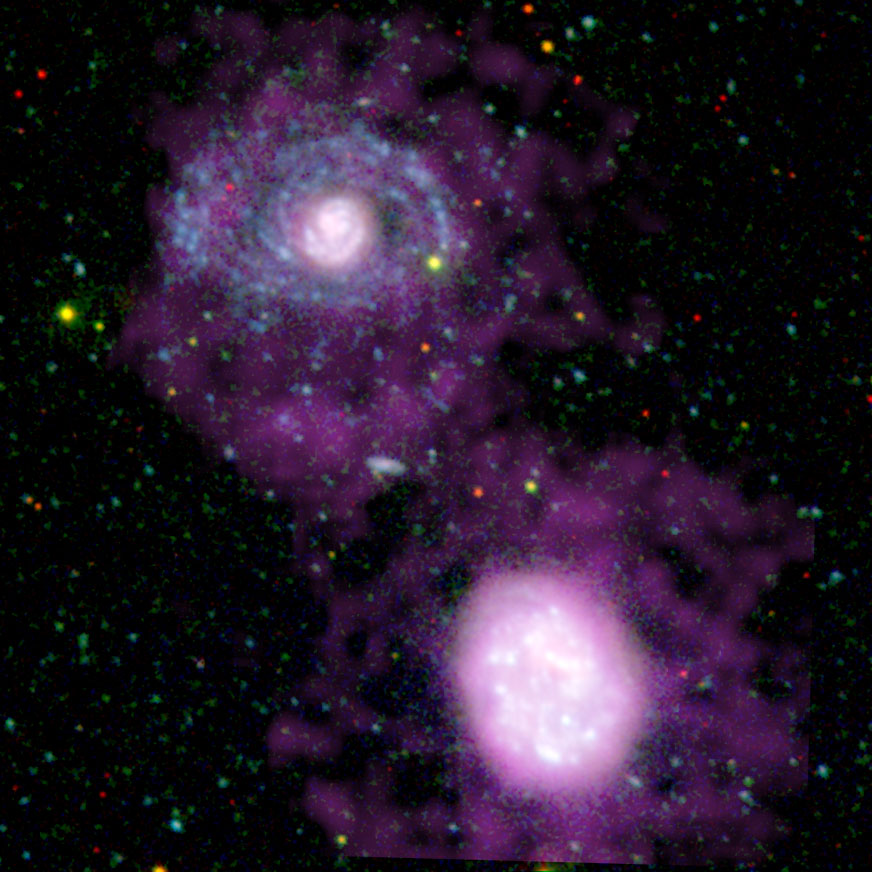
Die Galaxien NGC 4618 und NGC 4625 aufgenommen von GALEX im ultravioletten Licht.

Das Objekt wurde am 9. April 1787 vom deutsch-britischen Astronomen Wilhelm Herschel entdeckt.